# Pequeño mar de Gâvres
El pequeño mar de Gâvres es una laguna costera que comunica con el puerto de Lorient, ubicado en Morbihan, en Francia.

### Historia

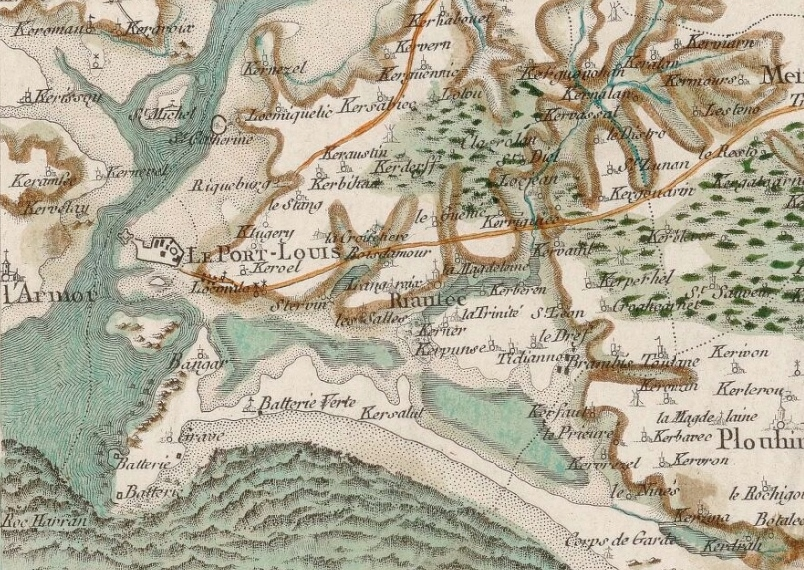
Mapa de Cassini del pequeño mar de Gâvres y parroquias vecinas (1789).

## Geografía
El pequeño mar de Gâvres es una marisma marítima con una longitud de 5 km  y una anchura de 1 km  . Forma una cuenca longitudinal con orientación este-oeste de 566 hectáreas (5,7 km²) que se llena y vacía total o casi con cada marea gracias a una abertura de 300 m  situada en su extremo occidental. Se caracteriza por altitudes bajas que oscilan entre 0 y 10 m  en todo su perímetro. Dos puntos costeros interiores situados a ambos lados de la cuenca, Les Salles y Kersahu, separan naturalmente dos regiones diferentes. : la bahía de Locmalo al oeste, que forma una inmensa extensión, y el fondo del pequeño mar al este. Sólo un canal poco profundo está constantemente sumergido en agua.
Expuesta durante la marea baja, esta marisma sólo se convierte realmente en un mar durante la marea alta, cuando las aguas sumergen toda la cuenca.

### Municipios limítrofes
El pequeño mar limita con los municipios de Port-Louis y Riantec al norte; Plouhinec al este ; y Gâvres, al sur.

### Formación
La existencia de esta marisma está estrechamente ligada a la presencia de un cordón dunar llamado tómbolo que conecta el continente con el promontorio rocoso de Gâvres, el cual era originalmente una isla, y que al mismo tiempo individualiza este pequeño interior marino. Este tómbolo forma parte integrante de un cordón dunar más largo que se formó durante la última transgresión de Flandes, el macizo dunar de Gâvres-Quiberon.
Los estuarios de los pequeños ríos costeros, como los arroyos de Kerdurand y Riantec, son desproporcionados en comparación con la importancia actual de estos cursos de agua, que en la estación estival están casi secos.

### Acceso
Se puede acceder a la zona del pequeño mar por las carreteras departamentales RD781 (hacia Port-Louis) y RD158 (hacia Gâvres). Este último está construido directamente sobre el tómbolo .

### Islas

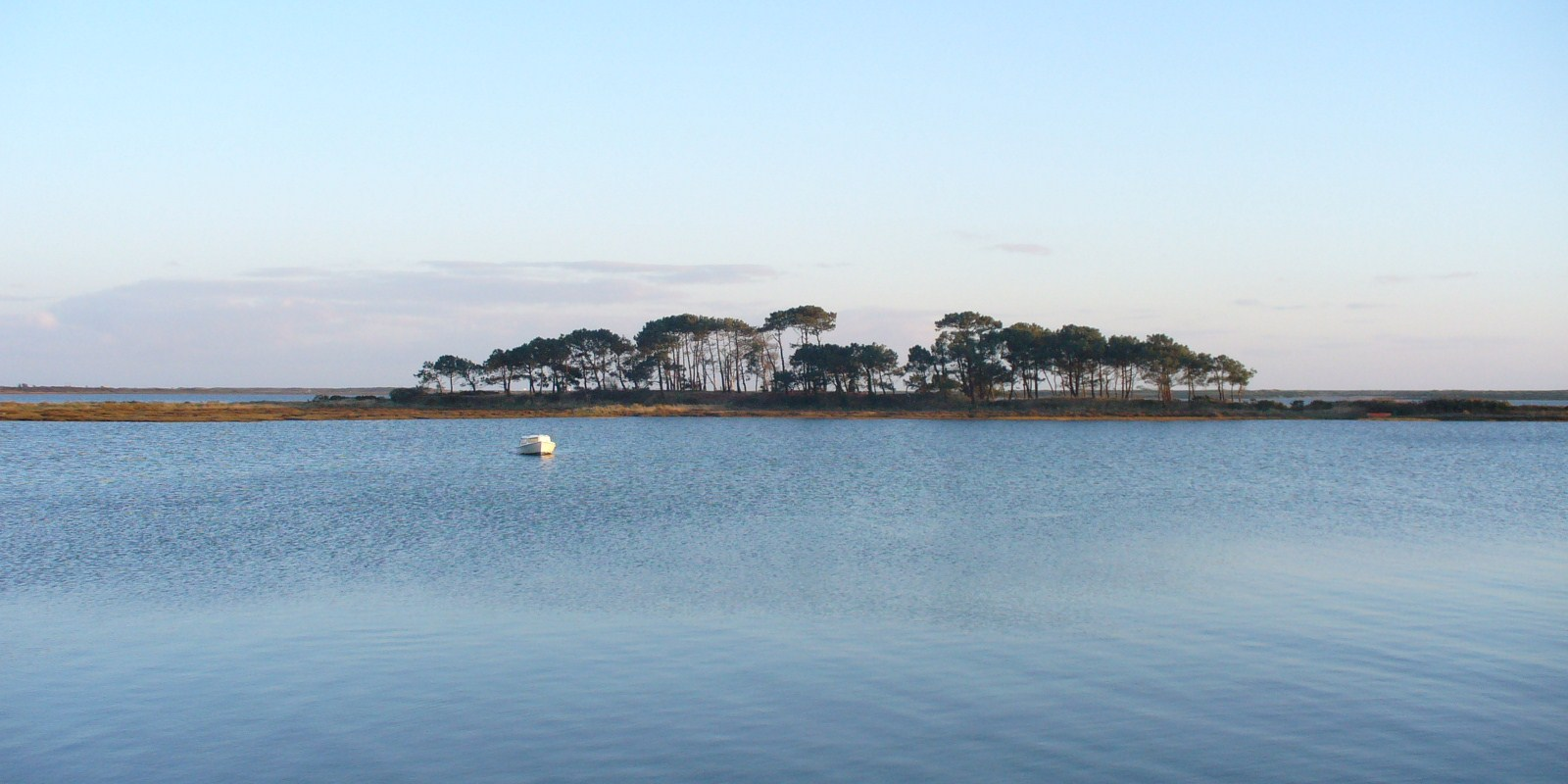
La Isla de Pinos.

El pequeño mar de Gâvres tiene dos islas costeras, ambas ubicadas administrativamente en la comuna de Riantec, la  isla de Kerners y la isla de Pins, unidas al continente por praderas saladas y marismas . La segunda es accesible durante la marea baja, mientras que la primera está conectada por carretera con el vecindario de Kerner, en Riantec.</br></br>

## Ecología
En octobre 2018, se creó una zona de protección de biotopo para proteger el biotopo específico del fondo del pequeño mar.
Especies presentes:
- Mamíferos :
  - Nutria
  - Marsopa
- Flora :
  - Herbarios Zostera noltii
  - Limonium ovalifolium
  - Trigloquino barrilero

Mapa geológico del pequeño mar de Gâvres en el Macizo Armórico.

- Aves migratorias. En total, de las 53 especies de aves registradas en el sitio Natura 2000 Gâvres/Quiberon, una treintena de especies frecuentan todo o parte del año esta marisma reconocida como zona de importancia internacional para tres especies. : el ganso Brent, el chorlito mayor y el correlimos (Calidris alba). También representa un área de importancia nacional para siete especies [5] :
  - Tarro de Belon
  - ostrero
  - chorlito plateado
  - Vuelvopiedra rubicundo
  - correlimos común
  - Zarapito euroasiático
  - Archibebe
  - Aguja roja

## Actividades
Debido al ciclo de las mareas de la zona, el pequeño mar de Gâvres es una zona tradicional de pesca a pie de almejas y berberechos. También cabe mencionar algunas granjas de ostras .
La isla Kerners alberga un museo dedicado al entorno natural y la historia del Pequeño Mar 

## referencias
1. 1 2  E. Elouard, Document d’objectifs Natura 2000. FR 5300027 Massif dunaire Gâvres Quiberon et zones humides associées, ZPS FR5310093 dite Baie de Quiberon, ZPS FR5310094 dite Rade de Lorient, DIREN Bretagne, SIVU Grand Site Gâvres-Quiberon, 2004, 141 p.
2. ↑  Suzanne Durand, Le tertiaire et le quaternaire des environs de Port-Louis (Morbihan),"Bulletin de la Société géologique et minéralogique de Bretagne", n° de décembre 1956, consultable https://gallica.bnf.fr/ark:/12148/bpt6k6570653j/f67.image.r=Riantec?rk=922751;2
3. ↑  «Arrêté du 11 octobre 2018 portant création d’une zone de protection de biotope dénommée « fond de la petite mer de Gâvres »» (pdf). Préfecture de la région Bretagne. 11 octobre 2018. Consultado el 22 octobre 2018.
4. ↑  «84 - Petite mer de Gâvres». www.caplorient.fr. Consultado el 16 mai 2014.
5. ↑  S Le Dréan-Quénec’hdu et R. Mahéo, Site Natura 2000 FR 5300027 « massif dunaire de Gâvres Quiberon et zones humides associées » et zones de
protection spéciale FR5310093 Baie de Quiberon et FR5310094 Rade de Lorient. Avifaune : état des connaissances, Eco-Ouest, DIREN Bretagne, SIVU Grand Site Gâvres Quiberon, 2003, 103 p.
6. ↑  «Pêche de loisirs». www.gavres.fr. Archivado desde el original el 17 de mayo de 2014. Consultado el 16 mai 2014.
7. ↑    - [http:// Página web oficial]

- Datos: Q16964738
- Multimedia: Petite mer de Gâvres / Q16964738